# Ghil'ad Zuckermann
Ghil'ad Zuckermann (født 1. juni 1971 i Tel Aviv) er en israelsk professor i lingvistik ved Adelaide Universitet i Australien.
Han har en doktorgrad fra Oxfords universitet.
Han mener at i israelsk (nyhebraisk, ivrit) “er der mange hebraiske elementer som følge af en bevidst vækkelse, men også en lang række pervasive sproglige egenskaber, der stammer fra en ubevidst modersmål som jiddisch."
Han mener, at israelsk ikke er et genoplivet biblhebraisk, men et nyt sprog som er hybridt semito-europæisk af karakter, fordi både semitiske og indoeuropæiske elementer indgår meget kraftigt i tilblivelsen. Han skriver, at havde det været marokkanske jøder i stedet for østeuropæiske som havde skabt israelsk hebraisk, så var det formentlig blevet et semitisk sprog."

## Biografi
Ghil’ad Zuckermann (D.Phil. Oxford) er formand for lingvistik og truede sprog ved University of Adelaide, Australien. Siden begyndelsen af 2017 har han været hovedforsker i et NHMRC-forskningsprojekt, der vurderer sproglig genoplivning og mental sundhed; og han er også den valgte præsident for Australian Association for Jewish Studies.
Ghil’ad Zuckermann er grundlæggeren af Revivalistics, et nyt globalt, tværfagligt forskningsfelt omkring sproggenvinding, revitalisering og genoplivning. Den 14. september 2011 lancerede han sammen med Barngarla Aboriginal-samfundene på Eyre Peninsula, South Australia, genvindingen af Barngarla-sproget.
Professor Zuckermann er valgt til medlem af Australian Institute of Aboriginal and Torres Strait Islander Studies (AIATSIS) og Foundation for Endangered Languages (FEL). Han var præsident for AustraLex i 2013-2015, Australian Research Council (ARC) Discovery Fellow i 2007-2011 og Gulbenkian Research Fellow ved Churchill College Cambridge i 2000-2004. Han har været konsulent og ekspertvidne i (korpus)leksikografi og (retsmedicinsk) lingvistik i retssager over hele kloden.
Han har undervist på Middlebury College (Vermont), University of Cambridge, University of Queensland, National University of Singapore, Shanghai Jiao Tong University, East China Normal University, Shanghai International Studies University, Det hebraiske universitet i Jerusalem, Ben-Gurion University of the Negev og University of Miami. Han har været forskningsstipendiat ved Weizmann Institute of Science; Universitetet i Tel Aviv; Rockefeller Foundations studie- og konferencecenter, Villa Serbelloni, Bellagio, Italien; Harry Ransom Humanities Research Center, University of Texas at Austin; Israel Institute for Advanced Studies, Hebrew University of Jerusalem; Institute for Advanced Studies, La Trobe University; Mahidol Universitet; og Kokuritsu Kokugo Kenkyūjo (Det Nationale Institut for Japansk Sprog og Lingvistik, Tokyo). Han har været Denise Skinner Scholar ved St Hugh’s College Oxford, Scatcherd European Scholar ved University of Oxford og lærd ved United World College of the Adriatic (Italien).
Hans MOOC (Massive Open Online Course), Language Revival: Securing the Future of Endangered Languages, har tiltrukket 20.000 elever fra 190 lande (talere af hundredvis af forskellige sprog).

### Bøger
- 多源造词研究. Shanghai: 华东师范大学出版社 (East China Normal University Press, ECNU). 2021. ISBN 9787567598935.
- Revivalistics: From the Genesis of Israeli to Language Reclamation in Australia and Beyond, 2020, Oxford University Press. ISBN 9780199812790 / ISBN 9780199812776
- Language Contact and Lexical Enrichment in Israeli Hebrew, 2003, Palgrave Macmillan ISBN 9781403917232 / ISBN 9781403938695
- Israelit Safa Yafa (Israeli – A Beautiful Language). Tel Aviv: Am Oved. 2008. ISBN 9789651319631.
- Mangiri Yarda (Healthy Country: Barngarla Wellbeing and Nature), Revivalistics Press, 2021.[12]
- Barngarlidhi Manoo (Speaking Barngarla Together). Australia: Barngarla Language Advisory Committee. 2019. 
 Barngarlidhi Manoo - Part 2
- Engaging – A Guide to Interacting Respectfully and Reciprocally with Aboriginal and Torres Strait Islander People, and their Arts Practices and Intellectual Property. Australia. 2015.
- Dictionary of the Barngarla Aboriginal Language of Eyre Peninsula, South Australia. Australia. 2018.
- Jewish Language Contact (Special Issue of the International Journal of the Sociology of Language 226) (PDF). 2014.
- Burning Issues in Afro-Asiatic Linguistics. 2012. Arkiveret fra originalen 16. august 2020. Hentet 28. juni 2018.

### Artikler
- Zuckermann, Ghil'ad; Quer, Giovanni; Shakuto, Shiori (2014). "Native Tongue Title: Proposed Compensation for the Loss of Aboriginal Languages". Australian Aboriginal Studies. 2014/1: 55-71.
- Zuckermann, Ghil'ad; Walsh, Michael (2014). ""Our Ancestors Are Happy!": Revivalistics in the Service of Indigenous Wellbeing". Foundation for Endangered Languages. XVIII: 113-119.
- Zuckermann, Ghil'ad; Walsh, Michael (2011). "Stop, Revive, Survive: Lessons from the Hebrew Revival Applicable to the Reclamation, Maintenance and Empowerment of Aboriginal Languages and Cultures" (PDF). Australian Journal of Linguistics. 31: 111-127.
- Zuckermann, Ghil'ad (2009). "Hybridity versus Revivability: Multiple Causation, Forms and Patterns" (PDF). Journal of Language Contact. 2: 40-67.
- Zuckermann, Ghil'ad (2006). "A New Vision for "Israeli Hebrew": Theoretical and Practical Implications of Analysing Israel's Main Language as a Semi-Engineered Semito-European Hybrid Language" (PDF). Journal of Modern Jewish Studies. 5: 57-71.
- Zuckermann, Ghil'ad (2004). "Cultural Hybridity: Multisourced Neologization in "Reinvented" Languages and in Languages with "Phono-Logographic" Script" (PDF). Languages in Contrast. 4: 281-318.
- Zuckermann, Ghil'ad (2003). "Language Contact and Globalisation: The Camouflaged Influence of English on the World's Languages – with special attention to Israeli (sic) and Mandarin" (PDF). Cambridge Review of International Affairs. 16: 287-307.
- Zuckermann, Ghil'ad (2008). "'Realistic Prescriptivism': The Academy of the Hebrew Language, its Campaign of 'Good Grammar' and Lexpionage, and the Native Israeli Speakers" (PDF). Israel Studies in Language and Society. 1: 135-154.
- Zuckermann, Ghil'ad (2006). "Complement Clause Types in Israeli".  I Dixon, R. M. W.; Aikhenvald, A. Y. (red.). Complementation: A Cross-Linguistic Typology (PDF). Oxford: Oxford University Press. s. 72-92.
- Zuckermann, Ghil'ad (2006). ""Etymythological Othering" and the Power of "Lexical Engineering" in Judaism, Islam and Christianity. A Socio-Philo(sopho)logical Perspective".  I Omoniyi, Tope; Fishman, Joshua A (red.). Explorations in the Sociology of Language and Religion (PDF). Amsterdam: John Benjamins. s. 237-258.
- Yadin, Azzan; Zuckermann, Ghil'ad (2010). "Blorít: Pagans' Mohawk or Sabras' Forelock?: Ideological Secularization of Hebrew Terms in Socialist Zionist Israeli".  I Tope Omoniyi (red.). The Sociology of Language and Religion: Change, Conflict and Accommodation (PDF). UK: Palgrave Macmillan. s. 84-125.
- Sapir, Yair; Zuckermann, Ghil'ad (2008). "Icelandic: Phonosemantic Matching".  I Rosenhouse, Judith; Kowner, Rotem (red.). Globally Speaking: Motives for Adopting English Vocabulary in Other Languages (PDF). Clevedon-Buffalo-Toronto: Multilingual Matters. s. 19-43.

## Filmografi
- Fry's Planet Word, Stephen Fry
- SBS: Living Black: S18 Ep9 - Linguicide
- Babbel: Why Revive A Dead Language? - Interview with Prof. Ghil'ad Zuckermann
- edX MOOC Language Revival: Securing the Future of Endangered Languages’’
- The Politics of Language, Stephen Fry interviews Prof. Zuckermann about language